# سوداني (شركة اتصالات)
سوداني هي شركة اتصالات سودانية لا سلكية تأسست عام 2006 وهي إحدى شركات مجموعة سوداتل.

تعتبر سوداني هي المشغل الرئيسي لمجموعة سوداتل حيث يساهم بنسبة 58% من مجمل إيرادات المجموعة. تقدم خدمات سوداني الاتصالات الثابتة بشبكتها
وبنيتها التحتية السلكية واللاسلكية مما يجعلها المُشغِّل الوحيد الذي يقدم هذه الخدمات بالسودان والمجموعة على حدٍ سواء.
سوداني هي إحدى ثلاث شركات تقدم خدمة شبكة الهاتف المحمول في السودان بجانب كلٍ من زين وإم تي إن.

## وصلات خارجية
- الموقع الرسمي نسخة محفوظة 26 سبتمبر 2014 على موقع واي باك مشين. (بالعربية) (بالإنجليزية)